# Nienasycony (film 2009)
Nienasycony (ang. Town Creek lub Blood Creek) – amerykański film fabularny z 2009 roku, wyreżyserowany przez Joela Schumachera.